# Arhivele Naționale ale României
Arhivele Naționale ale României, denumite până în 1996 "Arhivele Statului", reprezintă principala instituție de profil din România, având sediul în București. În prezent, director al Arhivelor Naționale este Dr. Cristian Anița, începând cu septembrie 2018. Instituția se află în subordinea Ministerului de Interne și cuprinde 42 de filiale județene (servicii/birouri), câte una pentru fiecare județ al României și una a Municipiului București.

## Atribuții
În conformitate cu Legea 16/1996 (preconizată a fi modificată, din considerentul îmbunătățirii legii existente și al racordării sale la legislația Uniunii Europene), Arhivele stabilesc norme ale activității arhivistice; implementează măsuri pentru gestionarea arhivelor; preiau documente pentru Fondul Arhivistic Național al României; inventariază, selecționează și conservă documentele deținute; conservă documentele pe microfilm sau pe alte suporturi; administrează baza de date arhivistică; editează periodicul
Revista Arhivelor și alte publicații de specialitate; asigură pregătirea și calificarea arhiviștilor și arhivarilor prin Școala Națională de Pregătire Arhivistică; stabilește dacă un anumit document aparține Fondului Arhivistic Național al României; autorizează mutarea temporară a anumitor documente pentru scopuri științifice și culturale; ține legătura cu instituțiile de profil, pune în aplicare convențiile internaționale în domeniu și participă la congresele și conferințele internaționale ale arhiviștilor; de asemenea, asigură protecția documentelor din depozite.
Legea definește Fondul Arhivistic Național ca "acte oficiale și particulare, diplomatice și consulare, memorii, manuscrise, proclamații, chemări, afișe, planuri, schițe, hărți, pelicule cinematografice și alte asemenea mărturii, matrice sigilare, precum și înregistrări foto, video, audio și informatice, cu valoare istorică, realizate în țară sau de către creatori români din străinătate."
Arhivele sunt afiliate la Consiliul Internațional al Arhivelor din 1954; au acorduri bilaterale cu instituțiile de profil din Franța, Germania, Ungaria, Bulgaria, Republica Cehă, Republica Populară Chineză și alte state.
Sediul din București are două săli de studiu, precum și o sală de consultat microfilme, toate deschise în zilele de lucru cercetătorilor. Documentele bisericești și cele familiale sunt adesea solicitate, ca și documentele referitoare la istoria comunismului și la colectivizare și naționalizare. Documentele pot fi de asemenea consultate la cele 42 de direcții județene ale Arhivelor. De asemenea, la sediul central se află o bibliotecă ce conține circa 70.000 de cărți și 50.000 de periodice, multe dintre ele rare și de patrimoniu; la rândul său, fiecare filială județeană beneficiază de câte o bibliotecă proprie.

## Istoric

Bustul lui Dimitrie Onciul, care între 1900 și 1923 a fost directorul Arhivelor Statului din București. Bronz de Mihai Onofrei, 1926, în curtea sediului Arhivelor Naționale ale României din București

Până la începutul secolului al XVIII-lea, arhivele din Țările Române erau păstrate de către Cancelaria domnească, autoritățile ecleziastice și de către demnitarii de diferite ranguri în cadrul ierarhiei boierești. Cele mai vechi locuri de conservare a documentelor erau mănăstirile, care, fiind locuri considerate ca sigure, păstrau și documente laice. Spre exemplu, se știe că în 1775 Mitropolia Bucureștilor avea în păstrare o arhivă generală ce cuprindea documente private de tipul hotărniciilor.
Arhivele din Țara Românească au luat ființă la 1 mai 1831, iar cele din Moldova la 1 ianuarie 1832, în condițiile în care primele legi administrative moderne, Regulamentul Organic, au intrat în vigoare. După Unirea Principatelor, în 1859, cele două instituții de arhivă s-au unit în octombrie 1862, conducerea lor fiind asigurată de Direcția Generală a Arhivelor Statului cu sediul în București.
În ce privește teritoriul Transilvaniei, autoritățile ungare și-au păstrat arhivele până în momentul în care Regatul maghiar a fost desființat ca urmare a bătăliei de la Mohacs din 1526. După ce Transilvania a intrat în componența Imperiului habsburgic la 1688, metodele de conservare a documentelor s-au îmbunătățit. Atunci când Arhivele de Stat Maghiare au luat ființă în 1875, multe dintre vechile arhive transilvănene au fost mutate la Budapesta. Astfel, la finele secolului al XIX-lea, documentele referitoare la Transilvania, ca și cele din Banat și Bucovina, erau deja concentrate la arhivele statale de la Budapesta (Országos Lévéltár) și Viena (Haus-, Hof- und Staatsarchiv).
După primul război mondial, statul român și-a extins substanțial teritoriul și Arhive ale Statului au luat ființă în 3 dintre provinciile noi ale României: la Cluj în 1920 pentru Transilvania, la Cernăuți în 1924 pentru Bucovina și la Chișinău în 1925 pentru Basarabia. În 1925, o nouă lege referitoare la Arhivele Statului a intrat în vigoare; instituția intra în subordinea Ministerului Educației Publice. Constantin Moisil a fost director al instituției între 1923 și 1938, fiind urmat de Aurelian Sacerdoțeanu între 1938 și 1953.
În 1951, în timpul perioadei comuniste, Direcția Arhivelor Statului a trecut sub controlul Ministerului Afacerilor Interne și modelul sovietic de organizare a fost adoptat. O nouă lege a Arhivelor a intrat în vigoare în 1996, ca urmare a căderii regimului comunist din România la 1989. Un nou proiect de lege a Arhivelor, care se dorește să racordeze instituția Arhivelor Naționale la realitățile europene, a fost înaintat spre aprobare și aflat în dezbaterea Parlamentului încă din 2008,însă adoptarea sa întârzie.
În 19 octombrie 2009, Arhivele Naționale ale României au pus la dispoziția publicului inventarul Secției Organizatorice – „Dosare-Anexe” (1950-1989) din cadrul Fondului C.C. al Partidului Comunist Român.
Începând din august 2014, pe site-ul www.arhivelenationale.ro au început să fie introduse inventare ale fondurilor și colecțiilor administrate de către Arhivele Naționale. Procesul este în derulare, până în prezent fiind postate aproape 500 de inventare Arhivat în 28 octombrie 2014, la Wayback Machine..

## Directori ai Arhivelor românești
- Gheorghe Asachi: 1832-1849, 1857-1858
- Ion Heliade-Rădulescu: 1843-1848, în Țara Românească
- Grigore Alexandrescu: 1849-1854, în Țara Românească
- Gheorghe Sion: 1855-1856, în Țara Românească
- Vasile Alecsandri: 1860-1863
- Cezar Bolliac: 1864-1866[10]
- Constantin D. Aricescu: 1869-1870, 1871-1876
- Bogdan Petriceicu Hasdeu: 1876-1900
- Dimitrie Onciul: 1900-1923
- Constantin Moisil: 1923-1938[11]
- Aurelian Sacerdoțeanu: 1938-1953
- Paraschiv
- Vasile Maciu 1953-1956[12]
- Nicolae Dinu 1960-1965
- Gheorghe Titileanu 1965-1973
- Ionel Gal 1973-1984
- Vasile Moise 1984-1990
- Ioan Munteanu 1990-1991
- Ioan Scurtu: 1991-1996
- Corneliu Mihail Lungu: 1997- 1998
- Costin Feneșan 1998-2002
- Corneliu Mihail Lungu 2002-2007
- Dorin Dobrincu: iulie 2007 - 15 iunie 2012[13][14]
- Ioan Drăgan: iunie 2012 - septembrie 2018[15]
- Cristian Anița: septembrie 2018 - prezent[16]